# Pokol
A pokol olyan túlvilági állapot, ahol az érintettnek iszonyú szenvedésekben van része. Számos vallás és mitológia szerint az örök vagy hosszú ideig tartó  büntetés helye, ahová haláluk után jutnak a rossz, a gonosz és/vagy hitetlen emberek vagy azok lelkei, továbbá a gonosz szellemlények.
A különféle meggyőződések szerint a pokolban lévő gyötrelem lehet időszakos, és/vagy bizonyos fokú szenvedés elviselése után (például a buddhizmus és hinduizmusban, ahol a rossz karmák hatása idővel elmúlik, így az érző lények üdvösebb létformában születhetnek újjá), tarthat a világ végéig, de mégsem örökké (abban az esetben, ha az illető vallás szerint a világ véges ideig létezik), vagy lehet a haláltól és/vagy a világ végétől kezdve örökké tartó (katolicizmus, iszlám).
Egyes elképzelések szerint – amelyek arra alapoznak, hogy az utolsó ítélet előtt a holtak feltámadnak a sírjukból és visszanyerik testüket – a pokolban valódi fizikai fájdalomban lesz részük a gonoszoknak: a pokol tüze emészti és az ördögök válogatott kínzásoknak vetik alá őket.
Számos keresztény hittudós, ha nem is bírálja a pokolról alkotott felfogást, fenntartásokat fogalmaz meg a hagyományos tannal kapcsolatban (pl. univerzalizmus). Egyes nézetekben, mint például a kereszténység több irányzatában, így a mai katolikus álláspont alapján a pokol nem egy helyet jelöl, hanem állapotot.

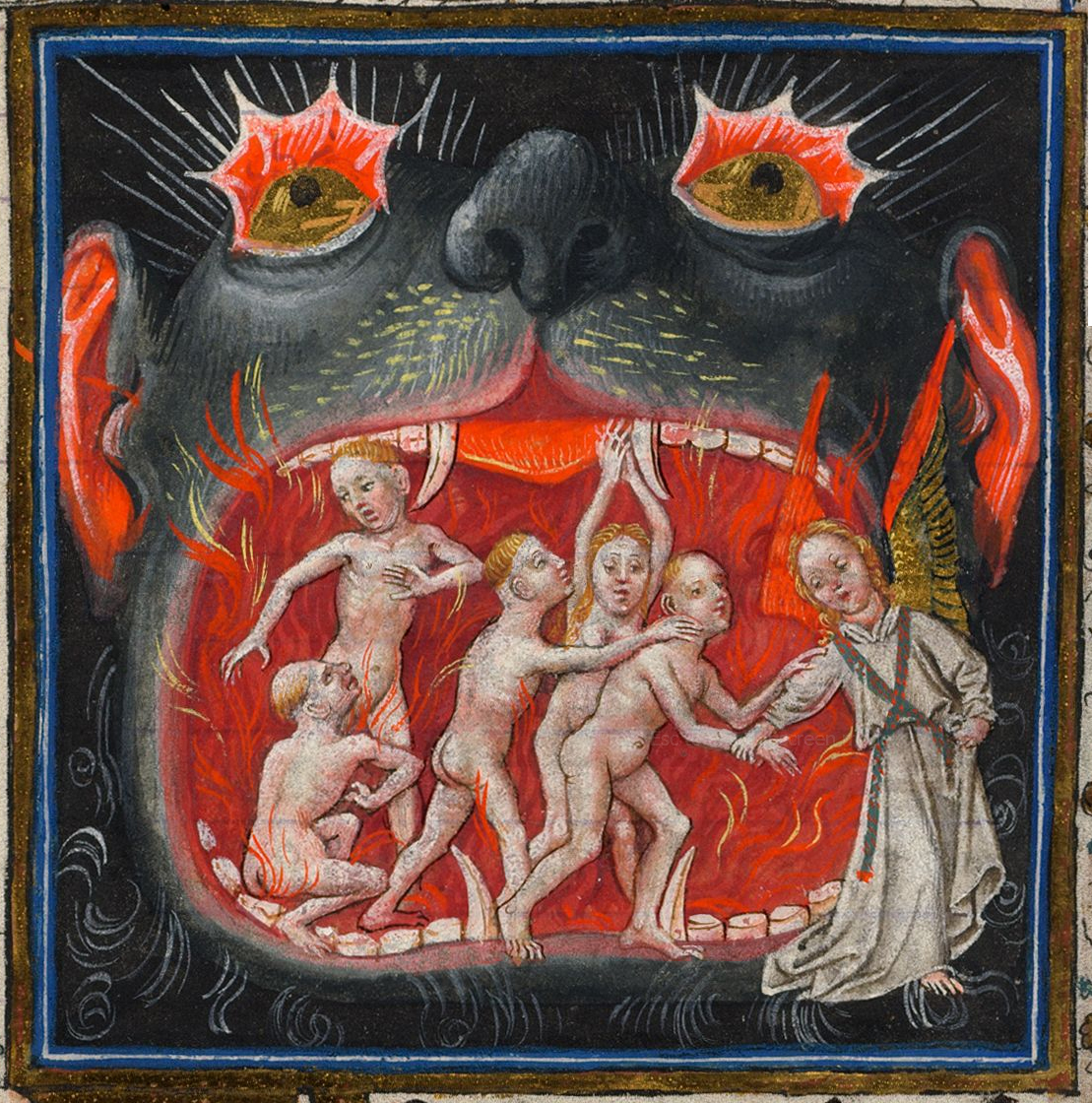
Középkori ábrázolás a pokol kapujáról

## Etimológia
A Magyar Etimológiai szótár szerint a magyar pokol szó az ószláv 'szurok' pekulu szóból származik. A Czucor-Fogarasi-féle A magyar nyelv szótára szerint: Egyeznek vele a szláv nyelvekben: poklo, pieklo, peklo stb. talán pecsjem (= sütök), különösen orosz peka, lengyel pieçe szóktól; a német backen /sütni/ törzse (back) is egyezik a ,pokol’ pok törzsével. Figyelmet érdemel a maláj nyelvben a pukol, am. üt, kínoz, vagy ütés, kinzás.

## A Bibliában

### Ószövetség
Az Ószövetségben a pokolról több szöveg között az Izajás 14,9-20 szól. Dániel könyvében is megjelenik: „Akik a föld porában alszanak, azok közül sokan feltámadnak, némelyek örök életre, mások gyalázatra, örök kárhozatra.”
Bölcsesség könyve: „Akkor hullává lesznek, megvetetté, és gúnynak tárgyává a holtak közt örökre. Mert letaszítja őket, úgyhogy meg sem mukkannak, velejükig megrendíti őket, végső pusztulásra jutnak, gyötrődniük kell, és elenyészik az emlékük.”
Sirák fia könyve(21,9-10): „Mint egy csomó kóc, olyan a bűnösök gyűlése, a végzetük pedig emésztő tűz lángja. A bűnös életútja ki van kövezve, de az út vége az alvilág mélysége.” Judit könyve (16,17): "Jaj a nemzeteknek, melyek fölkelnek népem ellen, az Úr, a Mindenható megbünteti őket az ítélet napján. Tűzzel és féreggel veri testüket, fájdalmukban örökké jajgatnak." Jób könyve (10,22): A sötétség honából, hol nincs semmi rend, hol a napvilág is fekete éjszaka. Izajás könyve (30,33): „bőségesen van benne szalma és tűzifa. Az Úr lehelete, mint egy kénköves folyam, fogja majd meggyújtani.”

### Újszövetség
Az Újszövetségben Máté evangéliumában Jézus G(y)ehennáról beszél. Az ókorban a G(y)ehenna (héberül Gé-Hinnom, vagyis Hinnom völgye) volt Jeruzsálem szeméttelepe, amely szinte folyamatosan füstölgött, égett. Az eltévelyedett izraeliták itt mutattak be emberáldozatokat a pogány isteneknek, és itt hamvasztották el a bűnözők holttestét is. Jézus ehhez hasonlónak festi le a kárhozat helyét, ahol a gonoszok az örökké égő tűzben kínoztatnak. Márk evangéliumában: ha a szemed megbotránkoztat téged, vájd ki azt; jobb neked fél szemmel az Isten országába bemenned, mintha két szemmel a Gyehennára vetnek, ahol a férgük el nem pusztul, és a tüzük ki nem alszik. Jézus szerint a kárhozottak sorsa "sírás lesz és fogaknak csikorgatása", vagyis az elképzelhető legnyomorúságosabb állapot. A gyehennára egyrészt az ördög és angyalai jutnak, másrészt azok, "akik elutasították a megtérést és kigúnyolták az Isten által felkínált üdvösséget (Mt 5:29)." Úgy Jézus (Mt 18:8), mint Keresztelő János (Mt 3:12) szerint a pokolban örök, olthatatlan tűz ég, ezért nevezik gyehenna tüzének (Mt 5:22, Mt 18:9) avagy tüzes kemencének (Mt 13:42.50).
A Jelenések könyvében a Végítéletet követően a gonosz emberek, akik nincsenek az Élet könyvébe írva, szintén a pokolra kerülnek (Jel 20,10-15): „És az ördög, a ki elhitette őket, vetteték a tűz és kénkő tavába, a hol van a fenevad és a hamis próféta; és kínoztatnak éjjel és nappal örökkön örökké… És ha valaki nem találtatott beírva az élet könyvében, a tűznek tavába vetteték.”

## Kereszténység

### Megjelenése a történelemben

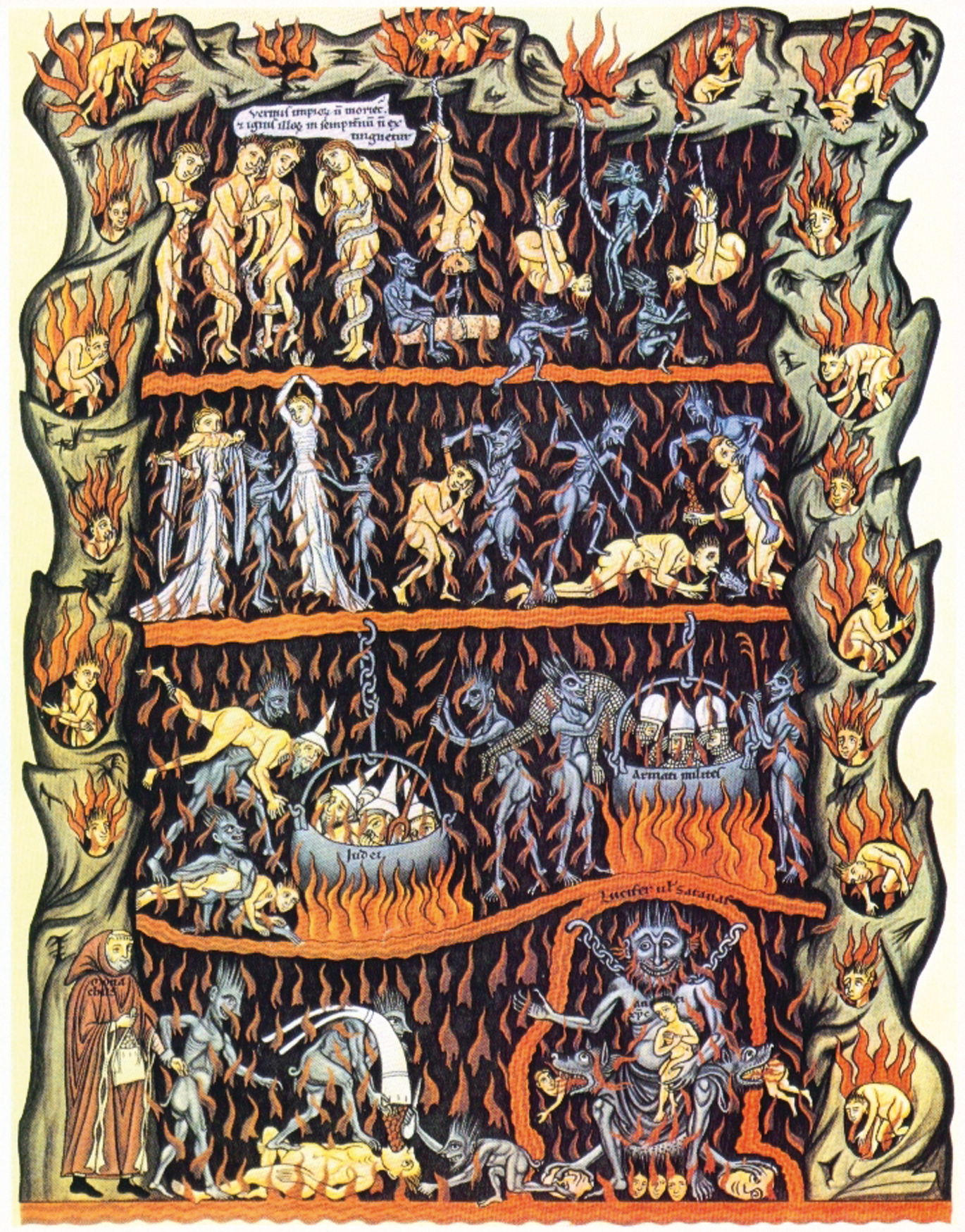
A pokol ábrázolása a Hortus deliciarum („A gyönyörűségek kertje”) című kódexből (1175-85)

A pokolról szóló tan gyökerei az Ó- és Újtestamentum közötti időszakban alakultak ki, miután a judaizmus találkozott a hellenisztikus világnézettel. Az Énok könyvében található leírás szerint az alvilág több részből állt, amelyben elkülönültek egymástól a jók és a gonoszok. Ehhez a leíráshoz hasonló Iosephus Flavius leírása a pokolról.
Jusztinosz a mártír eretnekségnek nevezte azt a hitet, amely szerint a gonoszok a föld alá, a jók az égbe jutnak. Szerinte mindkét kategória helye valahol a föld alatt van.Tertullianus is osztozik ebben a véleményben. Szerinte mindenkinek a lelke a hadészben nyugszik, egészen a feltámadásig. Hippolütosz leírása a legbővebb és nagyon hasonló Flavius pokolról szóló leírásához.
A késő ókortól az újkor kezdetéig három jelentős teológiai interpretációt kap a pokol: az első kettő Órigenésztől, illetve Szent Ágostontól származik, a harmadik a mellék-poklokról (tisztítótűz, limbus) szóló középkori tanítás.
Jézus többek között a megtérést, a keresztséget és az őbenne való hitet szabta az üdvösség feltételének. E nézetből különféle problémák adódtak: mi lesz azokkal a meghalt emberekkel, akiknek nem volt alkalma megkeresztelkedni, Jézus előtt éltek, vagy az egyház megalapítása, vagyis az első pünkösd előtt haltak meg? A teológusok a szentírás alapján megalkották a Limbusnak, a pokol tornácának fogalmát.
1. Limbus patrum: Ide jutottak azoknak a lelkei, akik meghaltak Krisztus előtt.
2. Limbus infantium vagy Limbus puerorum: Ide jutottak azok a gyermekek, akik megkeresztelésük előtt haltak meg.

A bibliai utalásokat a kora középkortól kezdve látnokok egész sora gazdagította állítólagos pokolbéli utazások részletgazdag elbeszéléseivel. A pokolról alkotott képük a zsidó gyehenna és a görög alvilág, a Hadész keverékéből jött létre.
A kereszténység mai irányzatainak eltérő nézetei vannak a pokolról. Egyesek örök, mások ideiglenes pokolról tanítanak; vannak olyan irányzatok, amelyeknél a pokol egy helyszín, míg más nézetekben a pokol nem egy hely, hanem egy állapot.

### Katolikus egyház
A Katolikus tanításban két dogma (de Fide) szól a pokolról:
- Akik a személyes súlyos bűn (halálos bűn) állapotában halnak meg, a pokolba jutnak.[22][23]
- A pokolbéli büntetés örökké tart.[24]

Egyetlen halálos bűn elég a pokolra jutáshoz. A hagyományos katolikus teológiában, Jézus szavai alapján az üdvösség alapvető feltétele a Katolikus egyházhoz való tartozás. Ez fejeződik ki az Apostoli Hitvallásban, valamint a Szent Atanáz-féle hitvallásban is. Szintén a katolikus hagyomány része, hogy kevesen üdvözülnek. E tanítás nem emelkedett dogma szintjére, de szentek, egyházatyák és egyháztanítók sokasága hirdette.
Elsősorban a halálos bűnök, mint pl a Tízparancsolat tudatossággal és szándékoltan történő megsértése, illetve a hét főbűn miatt jut egy lélek a pokolra. (A bocsánatos bűnöket elkövetőknek még vannak esélyei az üdvösségre, de előtte végig kell szenvedniük a tisztítótűz gyötrelmeit.)
Isten irgalmassága a legnagyobb bűnösök iránt is megnyilvánul a megtérés és a kegyelem felajánlása formájában, de csakis a halálig; ezt követően a részvétlen igazságosság lép működésbe. 

#### A pokolbéli szenvedés természete
A hagyományos katolikus tanítás kétféle szenvedést vagy kínt különböztet meg a pokolban. Amikor Jézus azt mondja: 1)távozzatok 2)az örök tűzre, ez mindkét kín összefoglalása.
- Poena damni –  az elvetés kínja,[32] a színről-színre látás elvesztésének szenvedése.[33] (Lásd még: Mt 25:12; 1 Kor 6:9; Lk 13:27; Lk 14:24; Jel 22:15)

Az elvetés kínja a legnagyobb kín, ami az embert érheti. A földi élet során sem látjuk színről-színre Istent, viszont a másvilág gyökeresen más helyzetet teremt, ahol minden akadály elhárul a tisztánlátás elől, és a lélek észreveszi az istennélküliség sivárságát, vígasztalanságát és reménytelenségét.
- Poena sensus – az érzék kínja, mely ama halálos bűn vagy bűnök büntetése, melyek a pokolra juttatták az illetőt. A szentírásban erről szól a tüzes kemencében a sírás és fogcsikorgatás.[36]

Megoszlanak a vélemények, hogy a pokolban égő tűz valós vagy jelképes tűz. A katolikus teológusok többsége a történelem folyamán a valós tüzet fogadta el. Mivel az ember testi lény is, nemcsak szellemi, ezért a hagyományos nézetű katolikusok szerint észszerű, hogy a pokolban testi, fizikai büntetésben is fog részesülni.  Jóllehet ez a tűz különbözik a földi tűztől (nem világít, nem szorul élesztésre, tüzelő anyagra), ugyanazon kínzó erővel bír. A szentírás tanúsága szerint azért kéri a pokolba került gazdag ember Ábrahámot, hogy küldje le Lázárt, ki ujját vízbe mártsa, s hűsítse az ő nyelvét, mert gyötörtetik e lángban. Ugyaninnen tudható ki, hogy a pokol egy hely, mivel nagy szakadék választja el a többi helytől, vagyis anyagi jellemzői, fizikai dimenziói vannak. Jóllehet valós hely, de nem biztos hogy evilágban lévő, e világban elhelyezhető, mint ahogy a Mennyország sem evilágban a felhők fölött van.
Habár az elvetés kínja az elsődleges, ezt szervesen kiegészíti az érzéki kín.
A kárhozat kínjai mindenkinél arányosak az életben elkövetett bűnökkel. Minél nagyobb tehetséget kapott az illető életében, annál jobban fogja kínozni, hogy ezt a tehetséget Isten ellen használta fel. A kárhozottak szenvedései soha nem enyhülnek.

#### Tanítóhivatali megnyilatkozások
Órigenész azt tanította, hogy "mindenki üdvözül, még a sátán is". E nézetét, mely “Apocatastasis” néven is ismert, a II. Konstantinápolyi Zsinat 553-ban elítélte.
Fides Damasi (400-as évek): "a jók érdemeikért örök jutalomban, a gonoszok pedig bűneikért örök büntetésben részesednek."
A fentebb tárgyalt Szent Atanáz-hitvallás (400-as évek) is az örök kárhozatról beszél: "És akik jót cselekedtek, az örök életre mennek, akik pedig rosszat, az örök tűzre."
IV. Lateráni zsinat (1215): a rosszat cselekvők a feltámadásnál az ördöggel és angyalaival együtt örök büntetést fognak szenvedni.
A firenzei zsinat (1439–1442) A Cantate domino bullában ex cathedra kijelenté, hogy a római katolikus egyházon kívül senki nem részesül örök életben, sem a pogányok, sem a zsidók, sem a hitetlenek, sem pedig azok, akik kiszakadtak a pápával való egységből, sőt valamennyien az örök tűzre vettetnek. Ez az Extra Ecclesiam nulla salus, vagyis Az Egyházon kívül nincsen üdvösség dogmája.
A tridenti zsinat (1545-1563) két határozatban foglalkozik az örök túlvilággal ill. örök büntetéssel. E régi tanítás érvényben maradván számosan hisznek a hagyományos (örökké tartó, szenvedésteli) pokol dogmájában.
A II. vatikáni zsinat (1962–1965) a nem katolikusokra, a zsidókra, a muszlimokra, a nem keresztény vallások követőire nézve másképpen nyilatkozik, azonban a tanítóhivatali megnyilatkozások továbbra is érvényben maradtak. A II Vatikáni zsinat pasztorális zsinat volt, nem hozott dogmatikai határozatokat, ennek értelmében döntései nem kötelező érvényűek a katolikus hívek számára.
A római katolikus egyház ma a poklot úgy határozza meg, mint "az Istentől való örök elszakadás" és "az áldottak közösségéből való teljes kizárás" állapotát.

#### Katolikus modernisták
A modernista katolikus teológiában nem szokás tárgyalni a pokol érzéki büntetéseit. A modernista teológusok, mint pl. Hans Küng és H. U. Balthasar szerint "nincsen pokol" ill. "szenvedésmentes pokol" van. A katolikus modernizmus a fontosabb katolikus tanításokat tagadja.
Herbert Vorgrimler modernista teológus a Szentírás sugalmazottságát és tévedhetetlenségét kétségbe vonva így ír: "a Platón által mítoszként elbeszélt túlvilági geográfia jelentős szerepet játszott a korai keresztény írásokban éppúgy, mint az Újszövetség kora után egyes teológusoknál, és széles körben elterjedt a prédikációkban és a népi irodalomban. Jézus kettős értelemben is fenyegetésnek szánta az igehirdetését: egyrészt arról beszélt, hogy aki nem fogadja el az Isten országáról szóló üzenetét, az nem jut be oda, ill. kívül marad, másrészt korabeli közmondásos fordulatokat intézett fenyegetésképpen az irgalmat nem ismerőkhöz és a megátalkodottakhoz. Ezeket a kijelentéseket a redaktorok a sírás és fogcsikorgatás képeivel fokozták."  Azt írja, hogy a jelenések könyvében amikor az Atyaisten a pokolról beszél (kén és tűztenger), ezt a keresztények “bosszúvágya” inspirálta. Vagyis Vorgrimler szerint valakik "bosszúvágyból" átírták, megmásították az Atyaisten szavait, olyat írva bele, amit Ő sosem mondott.

#### Pápák
II. János Pál pápa szerint a Szentírás sok helyen szimbolikus képet használ, így a pokol esetében is. Ezek a szimbolikus képek megmutatják az Isten nélküli élet teljes csalódottságát és ürességét. A pokol nem hely, hanem azoknak az állapotát jelzi, akik véglegesen elkülönülnek Istentől, az igazi élet és az öröm forrásától.
Ferenc pápa szerint a pokol létezik, de nem konkrét hely, hanem egy állapot, az Istentől való örök elszakítottság állapota.

### Protestantizmus
A reformáció elvetette a hagyományos katolikus nézeteket, így a purgatóriumot, mivel nézetük szerint annak nincs bibliai alapja.
Később alakult ki a diszpenzacionalista nézet, mely szerint az Ótestamentum idején mindenki egy helyre jutott, de amikor Jézus meghalt, a jó emberek lelkeit kiszabadította a Seolból és felvitte magával a mennybe. Így most minden jó ember a mennyben van.
A protestáns teológia szerint nincs helye a purgatóriumnak. Isten a végítéletkor dönt minden ember további sorsa felett és az egyén vagy a mennybe vagy a pokolba jut. Mások úgy hiszik, hogy ez már az ember halála után történik meg – a Lukács evangéliumában leírt gazdag és szegény Lázárról szóló példázat alapján. 
Ezzel a tantétellel szemben a kondicionalisták hiszik azt, hogy a lélek önmagában nem halhatatlan (lásd → lélek). Amikor az ember meghal, részeire válik, az élet lehelete visszatér Istenhez és a test porrá lesz. Ezért a kondicionalisták nem hisznek egy föld alatti pokolban, ahol a gonoszok kínoztatnak, hanem csak a feltámadásban. A tűz a millennium, Krisztus ezeréves birodalma után lesz, azt lehet pokolnak nevezni.
Karl Barth is elutasította a hagyományos nézeteket: szerinte a Biblia nem szól olyan pokolról, amelyben a gonoszok örökké szenvednek, és halála után minden ember a sírba száll.
Sok protestáns szerint a túlvilág egyáltalán nem a kínok helye, ahol tűzben kínozzák az embereket, illetve a lelkeket, mert ez ellentmondana az isteni szeretet törvényének. Az általuk felhozott szentírási érvek: Préd 9:10, Jób 14:13.

#### Az örök pokol kritikája
Jézus tanítása szerint két út létezik az ember számára és megmutatta, hogy melyik hol fog végződni: „Menjetek be a szoros kapun. Mert tágas az a kapu, és széles az az út, amely a veszedelemre visz, és sokan vannak, akik azon járnak. Mert szoros az a kapu, és keskeny az az út, amely az életre visz, és kevesen vannak, akik megtalálják azt.” Keskeny út – élet; széles út – kárhozat! A görög szó: “apóleia”, amit a Károli Biblia veszedelemmel fordít, az életnek pontosan az ellenkezőjét jelenti: kárhozatot, megsemmisülést, romot. Az apóleia jelenti azt is, hogy elveszni (Ján. 17,12.).
Pál így magyarázza: „Az Isten pedig nem haragját akarta-e megmutatni és hatalmát megláttatni, és nem ezért hordozta-e türelemmel a harag eszközeit, amelyek pusztulásra készültek?” (Róm. 9,22. öf.). Az apóleia tehát pusztulást, megsemmisülést is jelent.
Bibliai szövegek beszélnek „örök tűzről”, „olthatatlan tűzről” vagy „örök gyötrelem”-ről: aztán azt is mondja, hogy „kínlódásuk füstje felmegy örökkön örökké” Ezek a szövegek látszólag alátámasztják az örökké tartó pokol-szenvedés tanát.
Az Ószövetség héber szövege az „örök” szóra az „olám” szót, és az Újszövetség görög szövege az „aion” szót; melléknévként pedig az „aionosz” szót használja.
A különböző újtestamentumi szótárakban az „aion” szónak igen sokféle jelentése van. Az „aion” és „aionosz” – mint főnév és melléknév – jelentése lehet: hosszú idő, régidő, ősidő, hajdankor; negatív értelemben: soha, soha többé, befejezés, életfogytiglan, generációk, jövőbeli korszak, állandóan, tartósan.
Az örök szó jelentése lehet végtelen is, de csak akkor, amikor az Istennel van kapcsolatban, vagy valamivel, ami Istentől ered, pl. az élet. Ezért jelent az örök élet vég nélküli életet. Ilyen életet azonban nem bírhatnak azok, akik Istentől elszakadtak, vagy elhagyták Őt. Az „aion” szónak akkor van még örökkévalóság jellege, ha az egész végtelenségre van kihatása. Ez vonatkozik Jézus megváltási tettére.
Ebben az értelemben érvényes az örök szó az „örök tűz”, örök ítélet”, “örök halál”, “örök büntetés” kifejezésekre is. A hatása megszüntethetetlen, végtelen, de nem a tűznek, az ítéletnek és a büntetésnek az időtartama. “Az egész íráshasználatban tehát csak két fogalomnál találjuk meg a szó lényében benne foglalva, hogy az “aionosz” vagy “olám” toldalékszócskák végnélküliséget jelentenek, ezek pedig: Isten és élet.
Gustav Tobler hetednapi adventista szerző szerint a pokolbüntetés végnélküliségéről szóló tanítás Biblia-ellenes. "Isten jelleme fővonásainak is ellentmond az; ellentmond szeretetének, mert Isten nem fogja a Sátán által elcsábított embert örökké szenvedni hagyni; ellentmond igazságosságának, azért, mert igazságtalanság lenne egy ilyen rövid bűnös földi létért egy végtelen büntetést kiszabni. A végtelen pokolgyötrelemnek nem is a bűnös megjavítása a célja, épp ezért az örök gyötrelem tana értelmetlen és kegyetlen. Akik ezt a tant hirdetik, azok gyalázzák Istent és a jellemét hamisan tüntetik fel."
Az örök pokol voltát tagadják a Jehova Tanúi, az unitárius egyházak, a krisztadelfiánusok, az Utolsó Napok Szentjei és más egyházak is.

## Iszlám

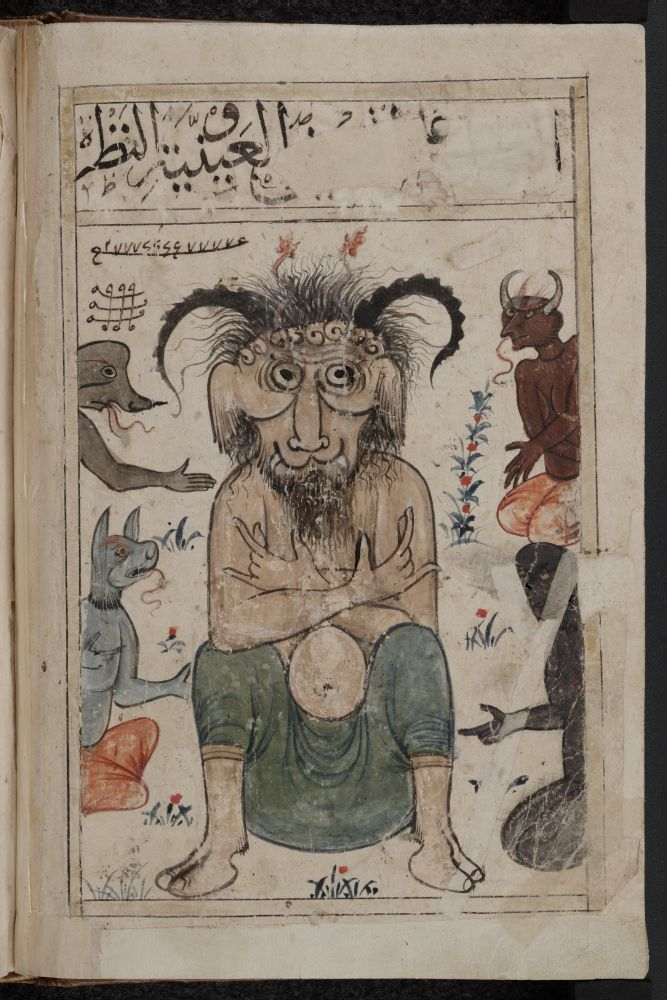
14. századi arab kézirat illusztrációja a Pokol elképzelt uráról, Iblíszről

Az iszlám teológiája alapján az emberekre haláluk után mennyország vagy pokol vár.
Központi helyet foglal el a Végső Nap, amelyen Isten (Allah) minden ember felett Ítéletet mond. A halott hitét halála után Munkar és Nakír angyalok megvizsgálják. A döntés értelmében a jók a Kertekbe (Dzsanna), a rosszak pedig a Tűzbe (Nár) jutnak. E fogalmak megfeleltethetők a keresztény és zsidó vallás Paradicsom- és Pokol-fogalmainak. Az ítélet alapja a Korán szerint kizárólag az egyes ember hite és a cselekedetei, illetve Isten könyörületessége, ebből következően az iszlám elutasítja a megváltás fogalmát is. Létezik a túlvilág. Az utolsó ítélet előjele az Antikrisztus (daddzsál) és a mahdi fellépése, valamint Jézus visszatérése. Minden élőlény meghal, a hegyek repülni fognak, mire minden feltámad, hogy elvegye jutalmát a mennyországban vagy büntetését a pokolban. Akinek csak egy parányi hite volt, az nem kárhozik el örökre. Az utolsó ítélet fontos eszközei a mérleg, a híd és a Próféta tava.

## Zsidó vallás
A zsidó vallásban hisznek az „Eljövendő Világ”-ban (עוֹלָם הַבָּא Olám Hábá), azaz az ígért és várt Szabadító korában és a halottak feltámadásában, de a hitek részleteikben eltérnek. Némelyek hiszik, hogy az igazak lelkei a mennybe (Gán Éden – Éden Kert) kerülnek vagy újraszületnek, míg a gonoszok a saját maguk által készített pokolban szenvednek, vagy éppenséggel halva maradnak. Mások úgy hiszik, hogy Isten feltámasztja az igazakat, hogy a földön éljenek, miután a Messiás megtisztította a világot a „Gonosztól”.
A liberális zsidók is hisznek az eljövendő világban és a messiási korban, de nem hisznek egy személyes Messiásban.
Az egyének személyes hite az élet utáni részleteket illetően meglehetősen változatosak, és nincs semmilyen „hivatalos” álláspont sem. Némelyek hisznek mennyben és pokolban, de azokat csak tudat-állapotoknak tekintik, vannak akik hisznek az újraszületésben, vannak akik úgy hiszik, hogy Isten mindent megbocsát, de vannak olyanok is, akik egyáltalán nem hisznek egy valóságos életutáni létezésben. Ezektől függetlenül megállapítható, hogy a zsidóság figyelmének központjában általában az erényes életvitel áll, mintsem a halál utáni jutalom elnyerésének vágya.
A hagyományos zsidóság szerint a megváltás, a hit, az Istenhez való folytonos imádkozás és az isteni parancsolatok szigorú betartásán keresztül érhető el. Ilyen a szombat megtartása, a kásrut (az étrendi korlátozások), a szegényeknek való adakozás, a „szeresd felebarátodat, mint önmagadat”, valamint Isten üzenetének az emberiséghez életpéldán keresztüli eljuttatása – mely Isten „választott népének” legfőbb kötelessége. A bűnvallás és a megtérés jom kippur idején történik, mikor a zsidók böjtölnek, bocsánatot kérnek egymástól, és kötelezettségeket vállalnak a jövőbeni jó cselekedetek végzésére. A reform zsidóság szerint az életben a fő hangsúly az Istennek tetsző élet gyakorlásán van, mely hitük szerint bizonyára jutalmat kap vagy ebben az életben vagy a halál után. Általában úgy hiszik, hogy Isten mindent megbocsát, nincs is pokol ahová valakit ítéletre lehetne kárhoztatni. A megváltás szerintük a hit, az Istenhez való folytonos imádkozás, a jótékonykodás, a földért és emberiségért való aggódás, és mások háborításának elkerülése által valósulhat meg. A zsidó törvények betartásának mértéke azonban mindenkinek a lelkiismeretére van bízva.

## Keleti vallások

### Hinduizmus
A puránák a világrendszert egy földkorongként képzelik el, amelynek középpontjában a Méru-hegy áll. A föld alatt szellemek és démonok laknak, ide kerülnek a gonosztevők és itt van a hindu pokol. A föld felett egymásra rétegezett világok, az istenek és szellemek lakóhelyei vannak. A világrendszert burok veszi körül és végtelen számú hasonló társával, időtlen idők óta lebeg a világegyetemben.
A hinduizmus alapján ha az ember meghal, Jama a halál istene értékeli földi életének tetteit, aztán eldönti hogy az égbe vagy a számos pokol valamelyikébe kerül-e és mennyi időre. Ezeket a köztes világokat elhagyó lélek végül újraszületik a Földön, előző életének tettei alapján. 
A naraka szó az alsó világokat jelenti. De ez nem teljesen a nyugati értelemben vett pokol, hanem a vezeklés helye, ahol a lélek megtisztul, mielőtt újraszületik a Földön. Jama a naraka hét világának valamelyikébe küldi a holtak lelkeit, hogy elszenvedjék büntetésüket. 

### Buddhizmus
A naraka (szanszkrit: नरक) vagy niraja (páli: निरय) a buddhista kozmológiában szereplő fogalom, amelynek magyar fordítása „pokol” vagy „alvilág”. A buddhizmusban a narakák a pokollakók, amelyek hasonlatosak a kínai mitológiában szereplő dijukhoz. A naraka két dologban eltér a keresztény pokoltól: a lények nem isteni döntés következményeként kerülnek a narakába és nem is örökre maradnak ott – jóllehet rendkívül hosszú ideig.
A narakába született lények az előzőleg összegyűjtött cselekedeteik (karma) eredményeképpen kerülnek és nem maradnak pokollakók örökre, csupán addig amíg a rossz karmáik ereje ki nem huny. Ezután újból egy magasabb birodalomban születnek újjá.
A Maddzshima-nikája 130. példázatában, a Dévaduta-szuttában Buddha részletesen beszél a pokolról. Ebben a félelmet keltő leírásban iszonyatos kínzásokról és fájdalmakról van szó, de az élőlények addig nem halhatnak meg, amíg a rossz karmájuk véget nem ér.
A mahájána szútrák különbözőképpen osztják fel a pokol birodalmat különböző albirodalmakra, a leggyakrabban nyolc tüzes poklot és nyolc jeges poklot említenek. A poklok világát jellemző egyik alapszöveg az Abhidharma-kosa szintén nyolc forró és nyolc fagyos poklot sorol fel.

## Sámánizmus
Közép- és Észak-Ázsiában a sámánok voltak azok, akik eksztatikus alvilág-járásaikat a legapróbb részletekig elmesélve terebélyes pokolbeli földrajzot dolgoztak ki és tettek népszerűvé.

## Művészet
A pokol egyik legismertebb ábrázolása Dante Isteni színjátékának Pokol című része, mely arról is képet ad, hogy a szerző korában miket tartottak halálos bűnnek a vallásos emberek. A pokol ura Danténél és más elképzelések szerint is a bukott angyal, Lucifer.
»Én rajtam jutsz a kínnal telt hazába,

én rajtam át oda, hol nincs vigasság,

rajtam a kárhozott nép városába.
Nagy Alkotóm vezette az igazság;

Isten Hatalma emelt égi kénnyel,

az ős Szeretet és a fő Okosság.
Én nem vagyok egykoru semmi lénnyel,

csupán örökkel; s én örökkön állok.

Ki itt belépsz, hagyj fel minden reménnyel!«
E néhány szó setét betükkel állott

magassan ott felírva egy kapúra...

### Galéria

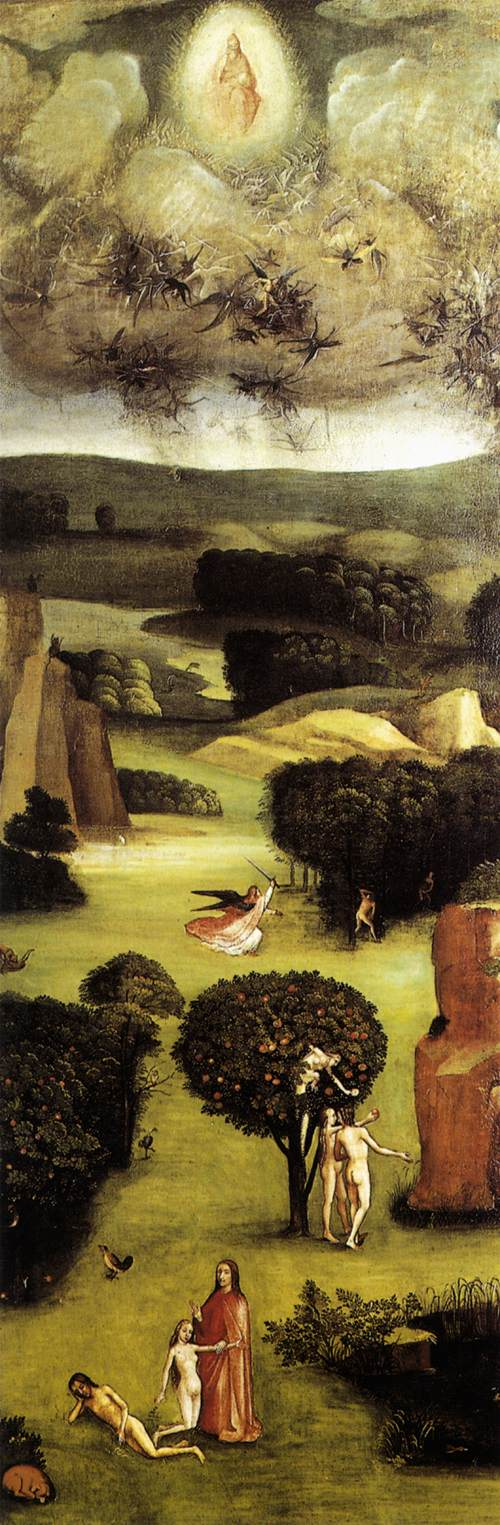
Hieronymus Bosch: Az utolsó ítélet című festményének bal oldali panelje a Mennyország ábrázolása
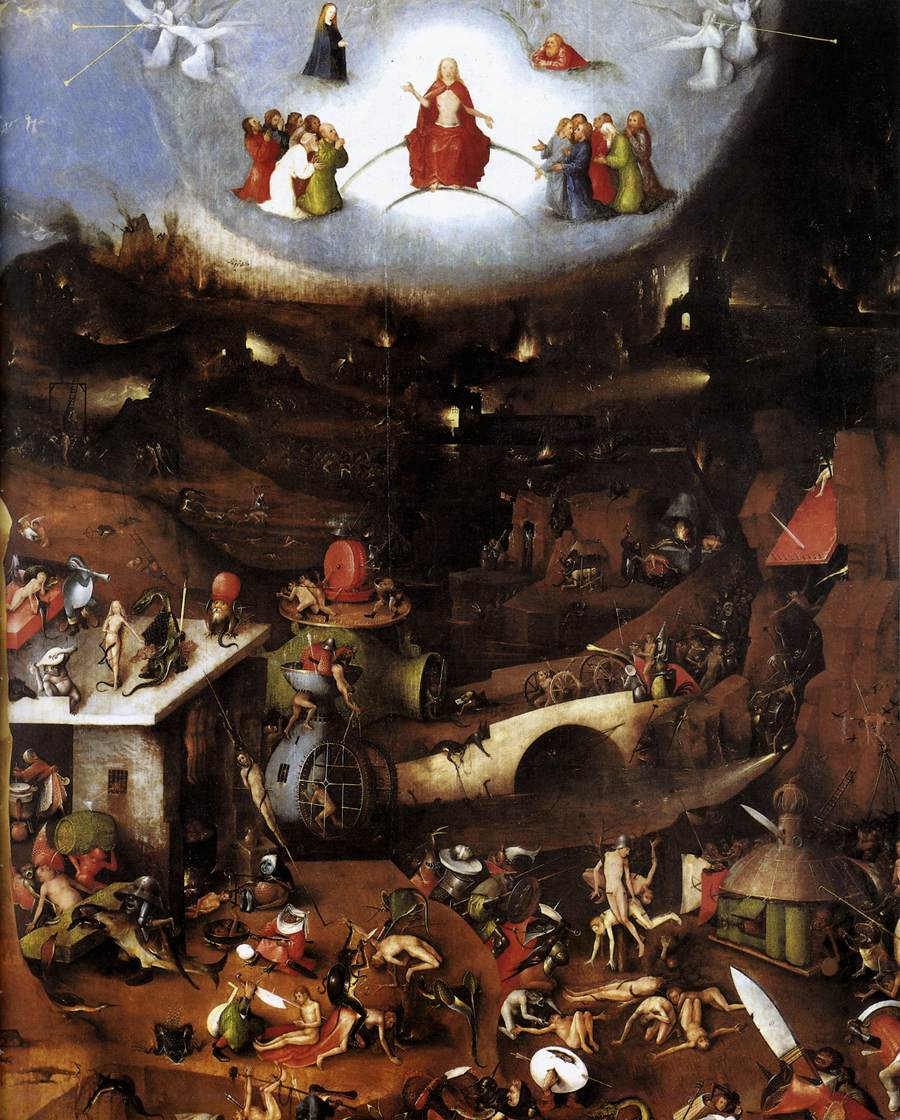
Hieronymus Bosch: Az utolsó ítélet című festményének középső panelje a Purgatórium jelenetei
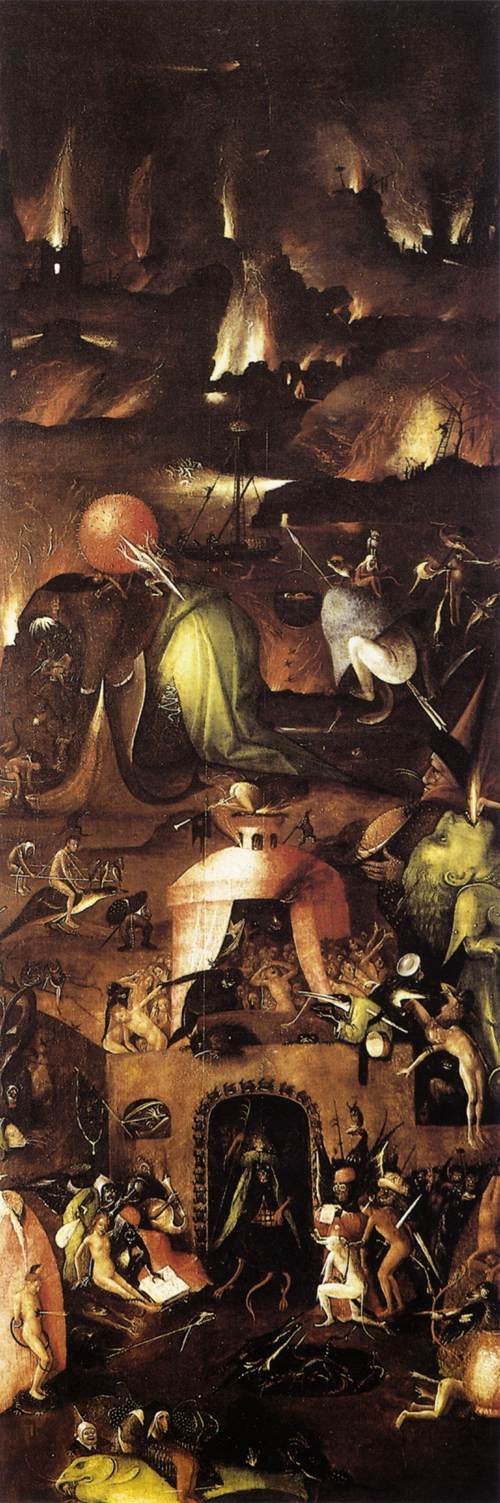
Hieronymus Bosch: Az utolsó ítélet című festményének jobb oldali panelje a pokol ábrázolása
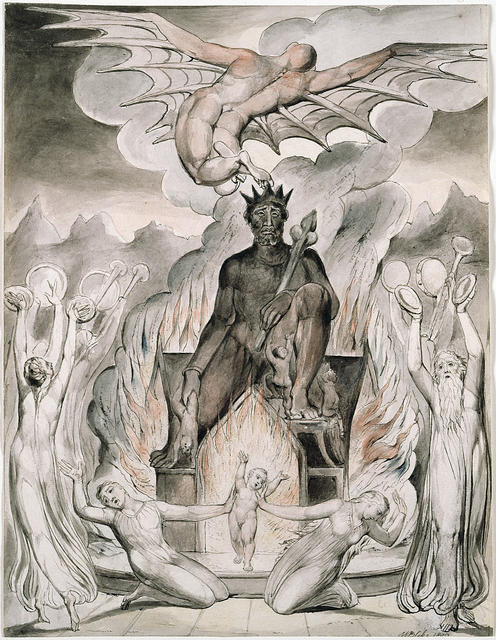
William Blake: The Flight of Moloch, 1809
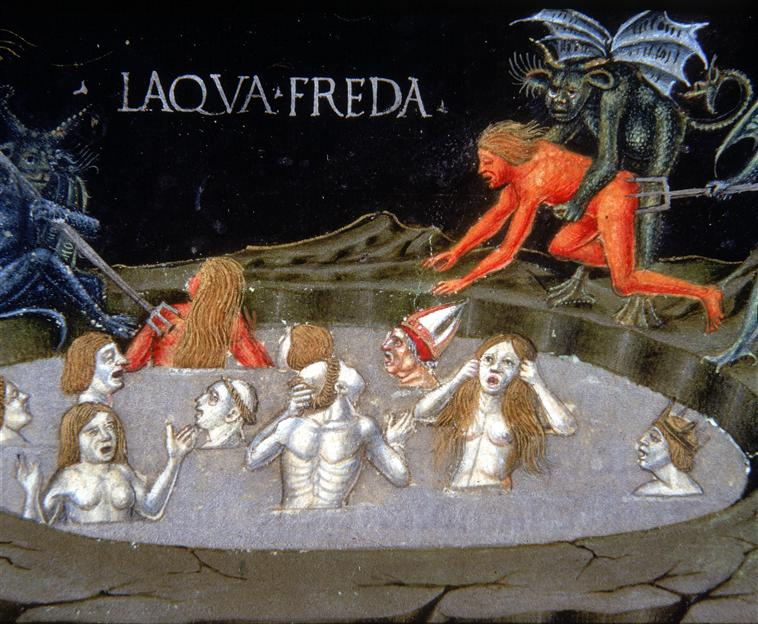
Cristoforo de Predis: Az utolsó itélet, 1476
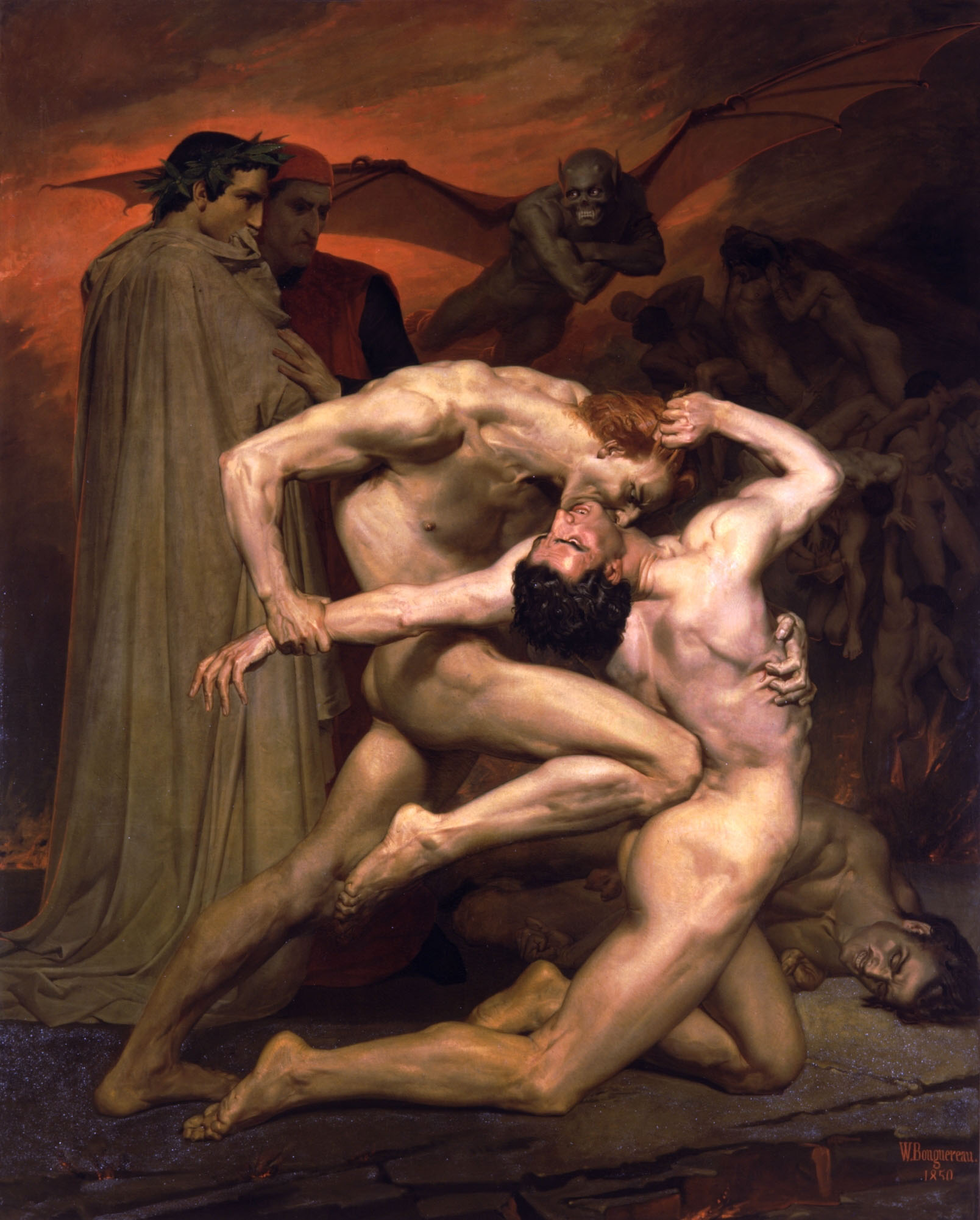
William-Adolphe Bouguereau: Dante és Vergilius a pokolban (1850)

## Pokoljárások, túlvilági víziók magyar nyelven
A zsidó–keresztény apokrif iratoktól kezdve nagy számú irodalmi mű (elsősorban középkori krónikák, egyes szentek korabeli életrajza) foglalkozik – Dante kifejezetten szépirodalmi célból megírt eposzával szemben – állítólagos pokolbeli látomásokkal. Néhány híres vízió magyar nyelven is elérhető.

### Egyes történetek időrendben
- Nagy Szent Gergely elbeszélése (6. század) IN: Nagy Antal: Hitelemzés példákban I., Budapest, 1876, 448. o
- Drithelmus lovag látomása (7. század) IN: Ráth-Végh István: Tarka históriák, Gondolat Kiadó, Budapest, 1973, 345–361. o.
- egy megtért rablógyilkos látomása (13. század) IN: Assisi Szent Ferenc virágoskertje (Fioretti), ford. Kaposy József, Athenaeum Kiadás, Budapest, é. n. [1930-as évek], 138–147. o.
- egy francia ember látomása 1268-ból IN: Huszár Károly: Történetekkel felvilágositott egyházi beszédek minden vasár- s ünnepnapra, Székesfehérvár, 1869
- Római Szent Franciska látomása (15. század) IN: Nagy Antal: Hitelemzés példákban I., Budapest, 1876, 449. o
- Emmerich Anna Katalin látomása (19. század) IN: Nagy Antal: Hitelemzés példákban I., Budapest, 1876, 449. o.

### Egyéb gyűjtemények
- Apokalipszisek (szerk. Dörömbözi János, Adamik Tamás), Budapest, Telosz, 1997, ISBN 963-8458-15-1, 197 p
- Apokrifek (szerk. Vanyó László), Budapest, Szent István Társulat, 1980, ISBN 963-360-110-X, 366 p (2. kiadás: 1988, ISBN 963-360-363-3, 435 p)
- Alice K. Turner: A pokol története, General Press Kiadó, Budapest, é. n. [2007], ISBN 978-963-964-864-7, 356 p
- Jacobus de Voragine: Legenda Aurea (ford. Veszprémi László), Helikon Könyvkiadó, Budapest, 1990, ISBN 963-2080-57-2, 333 p [csak válogatás]
- Herbert Albert J.: Lázár, kelj fel! – Négyszáz halott csodás feltámasztásának története, Ecclesia Kiadó, Budapest, 1995, ISBN 963-363-176-9, 319 p
- Röck Gyula: A misztika története, Pallos Könyvkiadó, Budapest, 1995, 180 p (az 1940-es években megjelent eredeti kiadás reprint kiadása)
- (szerk.) Schütz Antal: Szentek élete az év minden napjára, Pantheon, Budapest, 1995,  helytelen ISBN kód: 963-225-639-7 , 912 p
- Tar Lőrinc pokoljárása – Középkori magyar víziók (Magyar ritkaságok sorozat), Szépirodalmi Könyvkiadó, 1985, 367 p